# 磐前県
磐前県（いわさきけん）とは、かつて太平洋沿岸に存続していた、日本の県の一つ。概ね現在の福島県浜通りに相当する。1872年1月9日に設置され、1876年8月21日に廃止された。県庁所在地は平（現在：いわき市平）。本項では前身の平県（たいらけん）についても記す。

## 沿革
- 明治4年（1871年）11月2日 - 第1次府県統合により、中村県・磐城平県・湯長谷県・泉県・三春県・棚倉県が合併され、平県が設置された。県庁は磐前郡磐城平に設置されたが、この時に磐城平は略称の一つである「平」に改名された。
- 明治4年11月29日（新暦1872年1月9日） - 磐前県に改名された。
- 明治9年（1876年）4月22日 - 刈田郡・伊具郡・亘理郡および宇多郡のうち9か村（現：新地町域）が、宮城県から磐前県に入れ替えられた。
- 明治9年（1876年）8月21日 - 第2次府県統合により、磐前県は廃止された。刈田・伊具・亘理の三郡は宮城県に復帰した。残りは福島県（中通り）や若松県（会津地方）と合併され、現在の福島県に入れられた。

## 管轄地域
- 磐城国
  - 刈田郡（1876年4月22日編入）
  - 伊具郡（1876年4月22日編入）
  - 亘理郡（1876年4月22日編入）
  - 宇多郡（一部地域は1876年4月22日に編入）
  - 行方郡
  - 標葉郡
  - 楢葉郡
  - 磐城郡
  - 磐前郡
  - 菊多郡
  - 田村郡
  - 石川郡
  - 白川郡

## 歴代知事

### 平県
- 1871年（明治4年）11月2日 - 1871年（明治4年）11月29日 ： 権令・武井守正（前角田県知事、元姫路藩士）

### 磐前県
- 1871年（明治4年）11月29日 - 1871年（明治4年）12月26日 ： 県令・武井守正（前平県権令）
- 1871年（明治4年）12月26日 - 1872年（明治5年）2月23日 ： 参事・坂本清彦
- 1872年（明治5年）3月5日 - 1872年（明治5年）10月28日 ： 参事・村上光雄（前大蔵省七等出仕、元黒羽藩士）
- 1872年（明治5年）10月28日 - 1875年（明治8年）12月9日 ： 権令・村上光雄（前磐前県参事）
- 1875年（明治8年）12月9日 - 1876年（明治9年）8月21日 ： 県令・村上光雄（前磐前県権令）